# Antrocephalus sepyra
Antrocephalus sepyra  (лат.) — вид мелких хальциноидных наездников рода Antrocephalus из семейства Chalcididae. Юго-Восточная Азия, (в том числе, Вьетнам, Индия, Непал, Шри-Ланка, Япония).

## Описание
Мелкие перепончатокрылые хальциды, длина 4,0 — 5,5 мм. Основная окраска чёрная (ноги светлее, до красноватого). Скапус не достигает переднего оцеллия. Усики 11-члениковые. Виски с продольным желобком. Лапки 5-члениковые. Грудь выпуклая. Задние бёдра утолщённые и вздутые.
Предположительно, как и другие виды своего рода паразитируют на куколках бабочек (Lepidoptera).
Вид был впервые описан в 1846 году английским энтомологом Френсисом Уокером под первоначальным названием Halticella sepyra Walker, 1846, а его валидный статус подтверждён в 2016 году индийским энтомологом академиком Текке Куруппате Нарендраном (Narendran T.C.; Zoological Survey Of India, Калькутта, Индия) и голландским гименоптерологом К. ван Ахтенбергом (Cornelis van Achterberg; Naturalis, Лейден, Нидерланды) по материалам из Вьетнама.